# Liste des monuments historiques de la province de Limbourg (Belgique)
Cette page regroupe l'ensemble des listes des monuments historiques de la province belge de Limbourg.
- Liste des monuments historiques d'Alken
- Liste des monuments historiques d'As
- Liste des monuments historiques de Beringen
- Liste des monuments historiques de Bilzen
- Liste des monuments historiques de Bocholt
- Liste des monuments historiques de Bourg-Léopold
- Liste des monuments historiques de Brée
- Liste des monuments historiques de Diepenbeek
- Liste des monuments historiques de Dilsen-Stokkem
- Liste des monuments historiques de Fourons
- Liste des monuments historiques de Genk
- Liste des monuments historiques de Gingelom
- Liste des monuments historiques de Halen
- Liste des monuments historiques de Ham
- Liste des monuments historiques de Hamont-Achel
- Liste des monuments historiques de Hasselt
- Liste des monuments historiques de Hechtel-Eksel
- Liste des monuments historiques de Heers
- Liste des monuments historiques de Herck-la-Ville
- Liste des monuments historiques de Herstappe
- Liste des monuments historiques de Heusden-Zolder
- Liste des monuments historiques de Hoeselt
- Liste des monuments historiques de Houthalen-Helchteren
- Liste des monuments historiques de Kinrooi
- Liste des monuments historiques de Kortessem
- Liste des monuments historiques de Lanaken
- Liste des monuments historiques de Lommel
- Liste des monuments historiques de Looz
- Liste des monuments historiques de Lummen
- Liste des monuments historiques de Maaseik
- Liste des monuments historiques de Maasmechelen
- Liste des monuments historiques de Meeuwen-Gruitrode
- Liste des monuments historiques de Neerpelt
- Liste des monuments historiques de Nieuwerkerken
- Liste des monuments historiques d'Opglabbeek
- Liste des monuments historiques d'Overpelt
- Liste des monuments historiques de Peer
- Liste des monuments historiques de Riemst
- Liste des monuments historiques de Saint-Trond
- Liste des monuments historiques de Tessenderlo
- Liste des monuments historiques de Tongres
- Liste des monuments historiques de Wellen
- Liste des monuments historiques de Zonhoven
- Liste des monuments historiques de Zutendaal